# William K. Black
Pour les articles homonymes, voir William Black et Black.
William Kurt Black (né le 6 septembre 1951 à Dearborn au Michigan) est un avocat et universitaire américain. Il a aussi été régulateur.
William Black est un spécialiste de la criminalité en cols blancs, des finances publiques, de la régulation bancaire et financière et de nombreux sujets juridiques et économiques (white-collar crime, public finance). Il est à l’origine du concept de « fraude patronale » (control fraud), qui traduit une situation où un dirigeant utilise l’entreprise qu’il dirige comme arme pour frauder et un bouclier pour se protéger des éventuelles poursuites judiciaires. 
De son livre Une fraude presque parfaite : le pillage des caisses d’épargne américaines par leurs dirigeants (titre original : The best way to rob a bank is to own one), George Akerlof, Prix Nobel d’économie 2001, dit qu’il deviendra un  "classique". William Black est connu pour ses explications du rôle de la fraude dans la Crise des Savings and loan et la Crise des subprimes.

## Formation
Bill Black est diplômé de l’école de droit de l’université du Michigan (University of Michigan Law School) et a fait sa thèse à l’université de Californie à Irvine. 
Actuellement, il occupe un poste de professeur associé à l’université du Missouri à Kansas City, où il enseigne l’économie (au département d’économie) et le droit (à l’école de droit). Avant cela, Bill Black a enseigné à l’université de Santa Clara, à la  LBJ School of Public Affairs de l’université du Texas à Austin et a dirigé de 2005 à 2007 the Institute for Fraud Prevention.
Quand il était régulateur, Bill Black a occupé le poste de directeur du service contentieux de la Federal Home Loan Bank Board (FHLBB) de 1984 à 1986, celui de directeur adjoint de la Federal Savings and Loan Insurance Corporation (FSLIC) en 1987, puis celui de  vice-président et avocat général de la Federal Home Loan Bank of San Francisco de 1987 à 1989, qui régulait certaines des plus grandes caisses d’épargne des États-Unis. 

## Le scandale desSavings and Loan
Dans les années 1980-1990, Bill Black a joué un rôle prépondérant dans la crise dite des « Savings and Loan » (en) en révélant que certains membres du Congrès américain avaient été corrompus par des dirigeants de caisses d’épargne. Il prit des notes durant la réunion des cinq de Keating qui plus tard allaient être rendues publiques par la presse et déclenchèrent l’ouverture d’une enquête du Congrès. 

 
D’après Bill Moyers : 
« L’ancien directeur de l’institut pour la prévention de la fraude enseigne désormais l’économie et le droit à l’université du Missouri de Kansas-City. Pendant la crise des Savings and Loan, c’est lui qui a accusé le Speaker de l’époque – Jim Wright – et cinq sénateurs américains dont John Glenn et John McCain d’accorder un certain nombre de services et de faveurs à des caisses d’épargne en échange de contributions financières et autres avantages. Les sénateurs s’en sortirent avec une simple tape sur les doigts (ou rappel à l’ordre ?), mais l’un des directeurs d’une de ces caisses d’épargne, Charles Keating – auquel on doit bien malgré lui le surnom donné à ces cinq sénateurs corrompus : les "Keating Five" -  n’apprécia guère ces révélations et envoya un memo où l’on pouvait lire "descendre Black – le tuer" (get Black — kill him dead.). Il s’agissait sans doute d’une métaphore, bien sûr. Bien sûr. »

## Publications
William K. Black est entre autres l’auteur de : 
- Une fraude presque parfaite : Le pillage des caisses d’épargne américaines par leurs dirigeants  (trad. de l'anglais), Paris, Éditions Charles Léopold Mayer, 2012, 488 p. (ISBN 978-2-84377-166-8, lire en ligne), préfacé par Jean de Maillard, en collaboration avec l’institut Veblen pour les réformes économiques, traduction de sa version anglaise : (en) The Best Way to Rob a Bank is to Own One : How Corporate Executives and Politicians Looted the S&L Industry, University of Texas Press, 2005 (ISBN 0-292-72139-0).
- Les Banquiers contre les banques - le rôle de la criminalité en col blanc dans les crises financières, avec Aurore Lalucq, Paris, Éditions Charles Léopold Mayer, 2015, 152 p.

## Apparition au journal de Bill Moyers
Le 3 avril 2009, Bill Black fut l’invité du Bill Moyers Journal (en) de la chaine PBS. Il y développa un commentaire très critique sur la crise bancaire américaine (U.S. banking crisis) . Lors de son interview avec Bill Moyers, Black affirma que la crise bancaire des États-Unis qui débuta à la fin de 2008 était essentiellement une énorme pyramide de Ponzi ( Ponzi scheme) ; que les prêts menteurs (liar loans) et autres  combines financières étaient en fait des fraudes parfaitement illégales, et que le triple-A donné à ces prêts revenaient à couvrir un crime. Il rappela que la loi dite "Prompt Corrective Action Law" instaurée aux États-Unis après la crise des Savings and Loan  exigeait que les banques en difficulté soient mises sous séquestre. Black expliqua aussi qu’aider à dissimuler l’état réel de la situation ne ferait que prolonger le problème dans le temps, comme ce fut le cas au Japon (ce qu’on appela la décennie perdue). Enfin Black déclara que Timothy Geithner avait dissimulé le problème, et que l’administration des États-Unis ne voulait tout simplement pas que les gens comprennent ce qui s’était passé et dans quel état se trouvait réellement le système bancaire aujourd’hui.

## Témoignages devant le Congrès américain
À plusieurs reprises, Bill Black a témoigné devant des commissions sénatoriales  : six fois en 1989 au sujet de la caisse Lincoln Savings dirigée par Charles Keating ; 4 fois en 1990 devant la commission d’enquête éthique sur la crise des Savings and Loan (qui étudiait les liens entre Charles Keating, les cinq de Keating et le Speaker John Wright) ou encore le 14 octobre 2008 au sujet du rôle des produits dérivés dans la crise financière devant le Senate Agriculture Committee.
Le 20 avril 2010, Bill Black témoigna devant the House Financial Services Committee lors d’une audition intitulée « les questions de politiques publiques soulevées par le rapport  d’enquête sur la faillite de Lehman ». Il témoigna du rôle des prêts immobiliers Alt-A, ce qu’il appela les prêts menteurs (liars loans) dans la chute de Lehman Brothers : « la faillite de Lehman est avant tout une histoire de fraude. Cette fraude a commencé à la fin de 2001, avec les prêts subprimes and alt-A”. Comme expliqué dans sa déclaration papier, il tient cette information de Aurora Loan Services, Inc., qui était une filiale de Lehman : "La principale source de revenu (fictif) de Lehman et ses pertes réelles venaient de la fabrication et de la vente de prêts menteurs à travers sa filiale, Aurora. L’euphémisme pour parler de prêts menteurs était « Alt-A. ». Les prêts menteurs sont criminogènes (ils créent des épidémies de fraude dans le secteur des prêts hypothécaires) car ils provoquent de fortes incitations à fournir de fausses informations dans les dossiers de demande de prêts. »
À la même page de son témoignage, Bill Black cite un article du Denver Post daté du 16 septembre 2008, le lendemain de la faillite de Lehman. L’article en question signalait que l’avenir de Aurora Loan Services, installé non loin de là, était incertain. Il citait par ailleurs le directeur financier de Lehman qui la semaine précédente déclarait : “La majorité de nos dépréciations ont été engendrées par une hausse des non-remboursements et des pertes en provenance des prêts Alt-A". L’article dénonçait aussi Lehman comme “la première parmi ses pairs à produire et titriser des prêts pour les vendre partout dans le monde, et à alimenter la croissance des prêts Alt-A."